# Lothar Zirngiebl
Lothar Zirngiebl (Freising, 5 oktober 1902 – Hildesheim, 8 juli 1973) was een Duits entomoloog en schoolhoofd.
Zirngiebl volgde de middelbare school in München, Speyer en Ludwigshafen, maar de geplande medische studie kon hij, vanwege ernstige gezondheidsproblemen, veroorzaakt door letsel opgelopen in de Eerste Wereldoorlog, niet voltooien. Zijn belangstelling voor entomologie had hij te danken aan zijn vader, Dr Hermann Zirngiebl. Hij was toen al enige tijd werkzaam op het Beierse station voor gewasbescherming en plantenziekten in Weihenstephan. Tot aan zijn dood bleef hij werken aan plantenziekten en de studie van Coleoptera (kevers) en
Tenthredinidae (bladwespen). Zijn collectie is ondergebracht in de Zoologische Staatssammlung München.

## Werken
Zirngiebl schreef meer dan 80 wetenschappelijke verhandelingen. De belangrijkste werken zijn:
- 1930 - Die Sägen der Blattwespen, Mitt. d. Pollichia
- 1936 - Experimentelle Untersuchungen über die Bedeutung der Cenchri, Beitr. nat. Forsch. Südwestd.
- 1939 - Beobachtungen zur Eiablage der Blattwespen, Mitt. D. Entom. Ges. 9/1940, Nr. 6 u. 7
- 1953, 1954, 1957 - Zur Wespenfauna der Pfalz, Mitt. d. Pollichia